# Tropheus duboisi
Tropheus duboisi ist eine Buntbarschart, die endemisch in der Nordhälfte des Tanganjikasee lebt. Die Art wurde von Georges Marlier nach seinem Mitarbeiter Jean-Théo Dubois vom Institut pour la recherche scientifique en Afrique centrale benannt, der die Art 1957 bei Bemba entdeckt hat. Da in dem Gebiet auch eine orangefarbene Morphe von Tropheus moorii vorkam und die Fische sich in Tiefen von 3 bis 12 Metern aufhielten, und damit tiefer als bei Tropheus moorii üblich, kam man darauf, dass es sich um eine neue Art handeln muss.

## Merkmale
Tropheus duboisi wird 12 cm lang und hat einen relativ hochrückigen, seitlich ein wenig abgeflachten Körperbau, ein breites, unterständiges Maul, ein steiles Kopfprofil und eine eingebuchtete Schwanzflosse. Er ist etwas kürzer, im Verhältnis aber höher gebaut als Tropheus moorii. Im Unterschied zu Tropheus moorii sind die Zähne von Tropheus duboisi von außen nicht sichtbar. Das Maul ist im Verhältnis zur Länge der Brustflossen weniger breit als bei Tropheus moorii.
Die Grundfarbe der Art ist ein bläuliches Schwarz. Hinter den Brustflossen zeigt sich eine charakteristische hellgelbe bis braungelbe oder rötliche Querbinde. Die Breite der Querbinde ist unterschiedlich und kann nur zwei Schuppen breit sein oder eine Breite von sechs Schuppen, etwa 15 mm erreichen. Die Flossen sind schwarz. Jungfische sind tiefschwarz und mit weißen Flecken bedeckt, die am Kopf unregelmäßig stehen und an den Flanken in mehr oder weniger regelmäßigen Reihen angeordnet sind. Sie unterscheiden sich damit deutlich von den senkrecht gestreiften Jungen von Tropheus moorii.
- Flossenformel: Dorsale XXI–XXII/5–7, Anale V–VI/5–7.
- Schuppenformel: mLR 30–33.

## Lebensweise
Tropheus duboisi lebt an den Felsufern des Tanganjikasees in Tiefen von drei bis fünf Metern. Er ernährt sich von den auf den Felsen wachsenden Algen, die er mit seinen flachen, auf den Außenrändern des lippenlosen Mauls sitzenden Zähnen abschabt. Im Unterschied zu Tropheus moorii, der in mehr oder weniger großen Gruppen lebt, lebt Tropheus duboisi einzeln oder paarweise.

## Fortpflanzung
Tropheus duboisi ist ein Maulbrüter. Die 5 bis 8 mm großen erbsengroßen, gelblichbraunen Eier werden in freiem Wasser abgegeben und meist schon im Sinken einzeln vom Weibchen in das Maul genommen. Nach etwa 6 Wochen verlassen die inzwischen geschlüpften Jungfische, sie sind jetzt etwa 12 bis 14 mm lang, zum ersten Mal das mütterliche Maul. Das Weibchen frisst während der Zeit des Maulbrütens. Die zunächst gepunkteten Jungen färben sich allmählich in die Erwachsenenfärbung um, bis sie bei einer Länge von 6 bis 7 cm und einem Alter von einem Jahr völlig den Erwachsenen gleichen.